# شاهدخت یوشیکو (نیجو)
شاهدخت یوشیکو (شوشی) (به ژاپنی: しゅ子内親王)، تاکاماتسو-این; ۷ دسامبر ۱۱۴۱ – ۲۰ ژوئیهٔ ۱۱۷۶) همسر امپراتور نیجو و دختر امپراتور توبا و فوجیوارا نو نوریکو، اهل ژاپن بود. وی خواهر تنی امپراتور کونوئه هفتاد و ششمین امپراتور ژاپن بود.